# Ставок (Рівненський район)
Ставо́к — село в Україні, у Головинській сільській громаді Рівненського району Рівненської області. Населення становить 980 осіб. До 2020 року орган місцевого самоврядування — Звіздівська сільська рада.

## Географія
Село розташоване на лівому березі річки Горинь.

## Населення

### Мова
Розподіл населення за рідною мовою за даними перепису 2001 року:
| Мова       | Кількість | Відсоток |
| ---------- | --------- | -------- |
| українська | 1025      | 100%     |

## Географія
Село Ставок розташоване на лівому березі річки Горині за 28 км міста та залізничної станції Костопіль. Рельєф являє собою горбисту рівнину. Цим він відрізняється від північної частини території Костопільщини.

## Походження назви
Назва села походить від слова «ставок» (штучні водойми для зберігання води з метою водопостачання, розведення риби і водоплавної птиці, зрошення). Ставки виникають у природних луговинах (балках), на невеликих річках.

## Заснування
Дата заснування села Ставок не відома. Можемо гадати, що це сталося в XIV чи XV століттях, коли територія нинішньої Рівненщини перебувала під владою Литви. З історичних джерел відомо, що у 1583 році (перша писемна згадка про село припадає на 1577 рік) село Ставок належало комусь із династії князів Острозьких, як і Степанська волость. У 1753 році, згідно положень так званої Колбушівської трансакції, чимало населених пунктів дісталося «підстолію» Юзефу Любомирському, зокрема село Ставок. У 1770-х роках XVIII століття Степанський ключ (а це 80 сіл) через шлюбні зв'язки став власністю графів Ворцелів, у тому числі і село Ставок.

## ХIХ століття
Село Ставок залишалося приватною власністю і після скасування кріпосного права. Ним володів син Станіслава-Габрієля, теж Станіслав Ворцель. Селяни жили бідно. Більшість із них не мала чим обробляти землю. Ходили в полотняному одязі, постолах і личаках. Мешкали у так званих курних хатинах (без димаря, бо за нього треба було платити податок), критих соломою. Вікна були маленькі. Вечорами світили лучиною. Користувалися глиняним посудом. Спали покотом на полу — дощатому настилі.
У 1876 році село Ставок було продано на аукціоні вдові колезького асесора Карачевській-Волк. У селі на ту пору налічувалося 40 дворів, проживало 310 осіб. У 1877 році в селі засноване однокласне народне училище Міністерства освіти. Через матеріальну скруту не всі діти мали змогу вчитися, так у 1886 році здобувала освіту лише 31 дитина.

### На початку ХХ століття
У 1906 році село Дераженської волості Рівненського повіту Волинської губернії. Відстань від повітового міста — 33 верст, від волості — 12 верст. Налічувалось 106 домогосподарств та 614 мешканців.
У травні 1910 року в селі Ставок відбувся страйк селян, які працювали на плантаціях цукрових буряків у поміщиків. У грудні 1917 — січні 1918 років жителями Злазного, Майдану, Видумки, Жалина, Волиці і Ставка були розгромлені маєтки поміщиків Карачевської-Волк і Воронцова-Дашкова.
За Ризьким договором від 18 березня1921 року територія Рівненщини, в тому числі і село Ставок, відійшла до новоутвореної Речі Посполитої. Польський уряд наділяв своїх активних учасників боротьби проти більшовицької Росії земельними ділянками. Так у Ставку з'явилися поляки-осадники, на яких малоземельні хлібороби змушені були працювати в наймах. Соціальний гніт посилювався національним. Відбувалася шалена полонізація. Це породило спротив у місцевого населення.
У 1930 році в Ставку було організовано осередок ОУН, а у 1931 році — створено культурологічну громадську організацію «Просвіта». Найактивнішу просвітницьку роботу в селі проводила родина священика Арсенія Татури — сини Євгеній, Анатолій, і дочки Ольга та Зіна, випускники Рівненської гімназії. Просвітяни влаштовували свята на честь Тараса Шевченка, постійно працювали драматичні гуртки. Для молоді читалися лекції на різноманітні теми, зокрема з історії України, надавалися для ознайомлення журнали, видані у Львові. Отець Арсеній Татура організував духовий оркестр, хороший хор.
Пізніше в церкві службу Божу отець Татура, на пропозицію парафіян, почав вести українською мовою. Це звичайно не подобалося польським властям. У 1935 році вони вбили священика, а звинуватили в цьому злочині шістьох місцевих хлопців — членів ОУН. Всіх їх посадили у Рівненську в'язницю, але через відсутність доказів через 9 місяців було їх звільнено.

### У Другій світовій війні
Під час Другої світової війни в лавах Радянської армії перебували 28 мешканців села Ставок, 19 з них не повернулися з фронту, 6 стали інвалідами.
Німецькі авіанальоти знищили чимало сільських хат. Тому мешканці змушені були тікати на хутори — Клин і Пеньки. Тулилися в будинках господарів на холодній підлозі, часто голодні, адже під час бомбардувань нищилося все майно: хліви з худобою, клуні із збіжжям, льохи із запасами городини. Односельці й досі називають той період «бігами», «в бігах». 19 січня 1944 року село Ставок було визволено від німецьких окупантів.

### Визвольний рух УПА
Село Ставок здавна характеризувалося самостійницькими настроями. Тож і не дивно, що в лавах УПА перебувало 80 осіб (за офіційними даними). 63 повстанці (а це, в основному, молодь) загинули, так і не дочекавшись незалежності України. Загиблі були в кожній другій хаті. Десятки родин із малими дітьми, старими бабусями й дідусями, як члени сімей «ворогів народу» були вивезені до Сибіру.

### Створення колгоспу
1949 року радянська влада змусила селян вступити до сільськогосподарської артілі — колгоспу «Більшовик». Його основою стало майно репресованих сімей. Через 10 років колгосп об'єднаний з Звіздівською артіллю імені Калініна, спільне господарство перейменоване на «Горинь». Найбільшого розквіту колгосп досягнув у 1980-х роках та отримав статус «мільйонерів». У 1996 році хлібороби Ставка відділилися від «Горині» та утворили ПСП «Колос». Проте дуже швидко ринкові відносини та аграрна реформа зруйнували його. Земля та власність господарства були розпайовані між членами ПСП.

## Мікротопоніміка села
Село Ставок багате на мікротопоніми, які дійшли до нас ще з часів древлян, польсько-литовської доби. Поблизу села розташовано велику кількість озер: Безодня, Вижари, Гниле, Закота, Краснюкове. Назви урочищ пояснюють їхнє походження: Дуброва, Піч, Парня, Любінь, Поплав, Псігурка, Лиса Гора, Клин тощо.

## Народні умільці
Село здавна славиться народними умільцями: теслями, столярами, ковалями, ткалями, вишивальницями, майстрами лозоплетіння. Петро Хомович Токар, Михайло Олександрович Майданець, Микола Фінчук допоможуть односельцям і дім збудувати, і криницю викопати, а Михайло Якович Цикун визнаний майстер різьби по дереву. Його вироби прикрашають не тільки будинки односельців, його руками змайстрований іконостас місцевого храму. Марія Липенець ткаля с. Ставок, Надія Волянюк майстер художньої вишивки.

## Сучасність

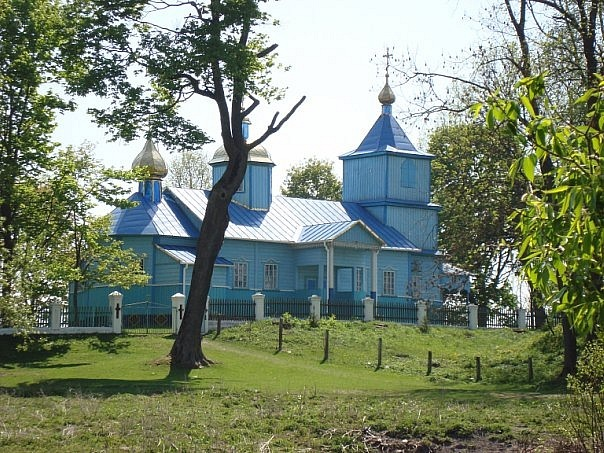
Свято-Миколаївська церква

В селі проживає 980 осіб. Функціонує середня загальноосвітня школа I—II ступенів, в якій навчається 80 учнів. Діє дошкільний навчальний заклад, розрахований на 25 дітей, сучасна комп'ютеризована бібліотека з безкоштовним доступом до інтернету, сільський клуб. За медичною допомогою мешканці звертаються до амбулаторії. До послуг селян 5 торговельних закладів. Діють на території населеного пункту приватні підприємства по обробці каменю, виготовленню будівельних блоків, європарканів, тротуарної плитки. Проте більшість односельців займаються веденням особистого селянського господарства.
Майже всі мешканці села є прихожанами православної церкви. У 1998 році відбувся поділ парафії на патріархати.  В Ставку функціонує Свято-Миколаївський храм УПЦ КП (побудований у 1928 році) та молитовний дім УПЦ МП, який знаходиться у перебудованому приміщенні колишньої загальноосвітньої школи, заснованої 1914 року, та був освячений місцевим архієреєм під храм 6 листопада 2017 року.
23 серпня 1992 року в селі було відкрито пам'ятник Михайлу Грушевському.

## Народний ансамбль «Горина»
Візитівкою Ставка є народний самодіяльний фольклорно-етнографічний ансамбль «Горина», що функціонує при сільському клубі. Художній керівник Ольга Середа. Ансамбль бере участь в найрізноманітніших конкурсах та фестивалях рідної Рівненщини, ставав учасником фестивалю традиційної української кухні, що проходив в музеї архітектури та побуту в Пирогово на Київщині.

## Бібліотека
У 1948 році в селі було організовано хату-читальню. Так як окремого приміщення під бібліотеку не було, влада вирішила розмістити книги в хаті Шевчика Данила Григоровича. Хата складалася з трьох кімнат, в найбільшій з яких на стіні облаштовані полиці з книгами. Першим бібліотекарем став молодий фронтовик, грамотний, як на той час, чоловік, патріот своєї Батьківщини Шевчик Данило Григорович.
Згодом в селі побудуваний новий великий клуб, куди й перенесли бібліотеку. Данило Григорович, працюючи бібліотекарем, закінчив курси трактористів і став першим в селі трактористом, а бібліотеку передав Соломаю Євгену Миколайовичу.
У 1959 році бібліотеку очолила молодий спеціаліст Фінчук Раїса Вікторівна, жителька Деражного. Тут юна дівчина прижилася, вийшла заміж і Ставок став для неї другою батьківщиною. Пропрацювала Раїса Вікторівна у бібліотеці аж до виходу на пенсію у 1998 році. Майже 40 років віддала вона людям і книзі, у бібліотеці завжди було людно, цікаво, працювали гуртки за інтересами. Ставецька сільська бібліотека завжди була однією з найкращих не лише в Костопільському районі, а й на Рівненщині.
У 1989 році відбулася реорганізація бібліотечної системи, для більш ефективного використання бюджетних коштів та максимального задоволення потреб користувачів бібліотеки. Прийняла шкільну бібліотеку Захожа Наталія Миколаївна, яка розміщується в приміщенні Ставецької загальноосвітньої школи, адже клубне приміщення стало не придатним для бібліотеки. Бібліотека обслуговує 507 читачів. Станом на 1 січня 2015 року фонд бібліотеки становить 12653 екземплярів книг, з них 2068 екземплярів — підручники. До послуг користувачів — 2 комп'ютери, сканер, принтер, вебкамери, вільний доступ до мережі інтернет. При книгозбірні функціонує пункт доступу громадян до офіційної інформації (ПДГ), регіональний інформаційний центр. Кожен, хто бажає завітати до бібліотеки, знайде щось цікаве і корисне для себе. У бібліотеці проходять різні цікаві масові заходи.

## Особистості

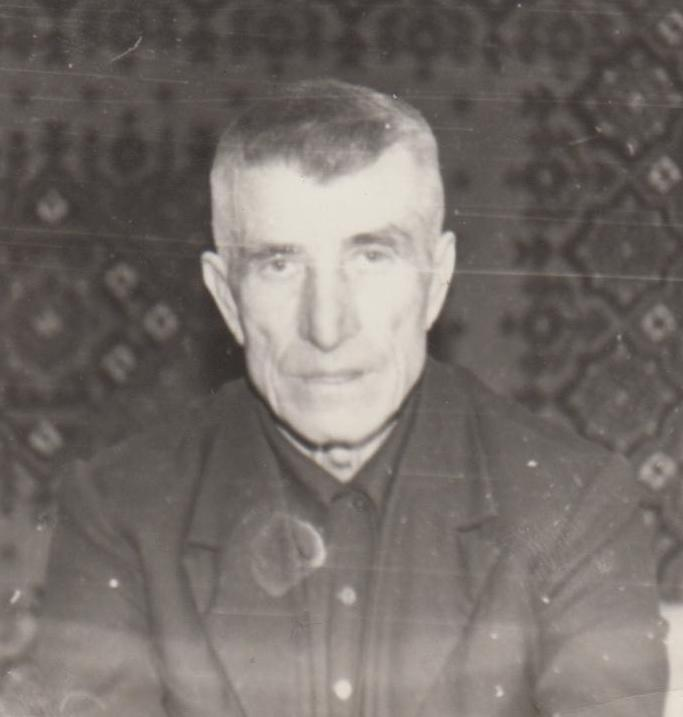
Середа Іван Йонович

- Середа Іван Йонович — ветеран німецько-радянської війни, який народився 1 лютого 1910 року в селі Ставок Костопільського району Рівненської області. Закінчив 2 класи церковно-приходської школи, грав на трубі в духовому оркестрі. У 1937 році служив у польській армії. З дружиною Меланією Саківною народили і виховали троє дітей. 10 березня 1944 року Деражнянським районним військовим комісаріатом був мобілізований до лав Радянської армії. У жовтні 1944 року був зарахований до 7-ї стрілецької дивізії 289 снайперського полку і був направлений в Прибалтику, пізніше (з 01.01.1945 р.) воював у 282 полку 1-го Українського фронту. З боями пройшов чимало країн Європи. У передмісті Берліна Іван Середа деякий час виконував обов'язки зв'язкового. 29 січня 1945 року, під час виконання бойового завдання, Івана Середу було тяжко поранено в праву ногу. З лютого по червень 1945 року перебував на лікуванні в госпіталі міста Астрахань.

10 жовтня 1945 року його було демобілізовано на підставі Указу Президіуму Верховної Ради СРСР. Повернувся у рідне село. Тривалий час лікувався в Рівненській обласній лікарні. До пенсії працював у базальтовому Івано-Долинському спецкар'єрі гірником.
Помер Іван Середа 25 січня 2000 року, у 90-річному віці. Похований на місцевому кладовищі.
Нагороджений орденами та відзнаками:
- Орден «Орден Вітчизняної війни II ступеня»
- Медаль «За перемогу над Німеччиною»
- «медаль Георгій Жуков»
- Ювілейна медаль «Двадцять років перемоги у Великій Вітчизняній війні 1941—1945 рр.»
- Ювілейна медаль «25 років Перемоги у війні 1941—1945 рр.»
- Медаль «30 років Перемоги у Великій Вітчизняній війні 1941—1945 рр.»
- Медаль «Сорок років перемоги у Великій Вітчизняній війні 1941—1945 рр.»
- Медаль «П'ятдесят років перемоги у Великій Вітчизняній війні 1941—1945 рр.»
- Ювілейна медаль «50 років Збройних Сил СРСР»
- Ювілейна медаль «60 років Збройних Сил СРСР»
- Ювілейна медаль «70 років Збройних Сил СРСР»
- Пам'ятний знак «25 років Перемоги у Великій Вітчизняній війні»
- «Пам'ятний знак «50 років визволення України»»

Інформація надана внучкою Ольгою Захожа та сином Петром Середа.
• Липинець Христофор Андрійович – 1920 р. н. – повстанець. Уродженець с. Ставок Костопільського району. Помер від ран отриманих у бою з німцями весною 1943 р.